# Laxmipur Su.
Laxmipur Su. – gaun wikas samiti w środkowej części Nepalu  w strefie Dźanakpur w dystrykcie Sarlahi. Według nepalskiego spisu powszechnego z 2001 roku liczył on 871 gospodarstw domowych i 4806 mieszkańców (2289 kobiet i 2517 mężczyzn).